# Malthusiaanse catastrofe
Een malthusiaanse catastrofe is een hypothetische situatie waarbij een catastrofe zou ontstaan als de landbouwproductie door bevolkingsgroei overtroffen zou worden. De theorieën van malthusiaanse catastrofe zijn zeer gelijkaardig aan de onderhoudstheorie van lonen.
Het belangrijkste verschil is dat de malthusiaanse theorieën over verscheidene generaties of eeuwen voorspellen terwijl de onderhoudstheorie van lonen over jaren en decennia voorspelt.

## Traditionele meningen
In 1761 publiceerde Robert Wallace Diverse Perspectieven op de Mensheid waarin hij stelde dat de vooruitgang zich uiteindelijk ongedaan zou maken door een te grote bevolking. In 1798 publiceerde Thomas Malthus zijn beroemd geworden An Essay on the Principle of Population as it Affects the Future Improvement of Society, with Remarks of the Speculations of Mr Godwin, M. Condorcet, and other Writers (Essay over het Principe van Bevolking), ook wel The First Essay. Het was een reactie op de utopische werken van William Godwin (Enquiry concerning Political Justice uit 1793) en markies de Condorcet (Esquisse d'un Tableau Historique des Progres de l'Espirit Humain uit 1794) waar volgens Malthus het nodige op af te dingen was.
In The First Essay voorspelde Malthus dat de bevolkingstoename uiteindelijk de voedsellevering die de aarde kon bieden zou overtreffen. Deze voorspelling baseerde hij op het idee dat de bevolking, ongecontroleerd, exponentieel stijgt, terwijl de voedsellevering slechts lineair kon groeien. Mathematisch zal elke stijgende meetkundige reeks (bijvoorbeeld 2, 4, 8, 16, 32) uiteindelijk alle rekenkundige reeksen overtreffen (bijvoorbeeld 10, 20, 30, 40, 50). De resulterende daling van voedsel per persoon zal uiteindelijk leiden tot een catastrofe al gaf hij hierbij geen tijdskader aan. Volgens Malthus kan de catastrofe slechts door zelfbedwang (morele terughoudendheid), of door ondeugden (vice) worden verhinderd. Dat laatste begrip omvatte volgens hem contraceptie en abortus. De effectiviteit van het een en het ander schatte hij overigens laag in.

## Kritiek op de catastrofetheorie

#### Contra
De voorspelde malthusiaanse catastrofe heeft zich tot dusver niet voorgedaan, hoofdzakelijk omdat de groei van de voedsellevering ook min of meer exponentieel en niet rekenkundig is geweest. Voorts hebben het algemene gebruik van contraceptie en de abortus (de malthusiaanse ondeugden), de bevolkingstoename beheerst. In feite is momenteel de voedsellevering per persoon meerdere keren hoger dan toen Malthus zijn essay schreef. Daarnaast voorzag Malthus niet dat de technologie zich dermate zou ontwikkelen dat ook de hoeveelheid bestaansmiddelen enorm toenam. Hij hield dus onvoldoende rekening met het feit dat bevolkingsgroei ook leidt tot groei van het menselijk vernuft, dat oplossingen zal aanbieden.

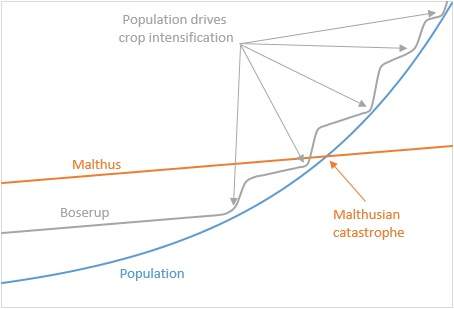
Bevolkingsgroei en voedselproductie volgens Boserup en volgens Malthus

Ester Boserup stelde zelfs dat bevolkingsgroei nieuwe landbouwmethodes stimuleert, in plaats van dat de grootte van de bevolking bepaald wordt door de voedselproductie. Hoewel Boserup sterk tegen Malthus inging, zijn beide methodes met elkaar te verenigen. Ronald Demos Lee deed dit in 1984 en James W. Wood in 1998. Lee zag het als mogelijk dat de theorie van Boserup slechts geldig was binnen een bepaalde bandbreedte, waarbij de malthusiaanse effecten maken dat de bevolkingsgroei binnen die bandbreedte blijft.
Daarnaast is de groei van de menselijke populatie van nature geneigd af te vlakken wanneer er eenmaal een bepaald welvaartspeil is bereikt. Ook dit zag Malthus over het hoofd toen hij louter uitging van een exponentiële bevolkingsgroei. De malthusiaanse catastrofe zal, al deze factoren in aanmerking genomen, dus mogelijk nooit optreden.
Bij de FAO, de voedsel- en landbouworganisatie van de Verenigde Naties, wordt het aantal hongerlijdende mensen statistisch bijgehouden: die statistiek geeft tussen 1990 en 2013 een daling aan van 19% naar 12%.

#### Pro
In de hedendaagse economie en sociologie dient men ook rekening te houden met andere factoren dan alleen voedsel. Energie, grondstoffen, gezondheid, onderwijs, huisvesting en werkgelegenheid zijn belangrijke factoren die meegeteld dienen te worden. Sinds het rapport De grenzen aan de groei uit 1972 van de Club van Rome is het besef gegroeid dat de aarde een eindig systeem is. De oorlog om olie vanaf het eind van de twintigste eeuw kan worden beschouwd als een gevolg van het overschrijden van het malthusiaans plafond. Het bestaan van oorlogen en armoede bewijst juist dat het plafond constant doorbroken wordt op lokale schaal.